# Petko Karavelov
Petko Karavelov, född 5 april 1843 i Koprivsjtitsa, död 7 februari 1903 i Sofia, var en bulgarisk politiker och flera gånger premiärminister. Han var bror till författaren Ljuben Karavelov.

## Biografi
Petko Karavelov studerade i Ryssland, arbetade i förvaltningen under den ryska ockupationen av Bulgarien, var vicepresident i den konstituerande notabelförsamlingen i Tărnovo 1879 och intog sedan en framskjuten ställning i sitt lands politiska liv som ledare för ett "radikalt" parti. I Tsankovs ministär 1880 var han finansminister, och mot slutet av samma år bildade han själv regering.
Efter att hans regering störtats genom furst Alexanders statskupp 1881 begav sig Karavelov till Östrumelien, där han blev gymnasielärare och sedan borgmästare i Plovdiv, men efter att författningen återställts 1883 återvände han till Bulgarien. Han blev president i sobranjen 1884 och efter Tsankovs fall i juli samma år åter regeringschef. Denna post innehade han när Östrumelien förenades med Bulgarien 1885, vilket han ivrigt verkade för, under det serbiska kriget samma år samt ända till kuppen mot furst Alexander i augusti 1886. Hans förhållande till sammansvärjningen mot denne var tämligen tvetydigt; efter den revolutionära regeringens snara tillbakaträdande återtog han emellertid ärendenas ledning, men utan att vilja återkalla fursten, och överflyglades därför också av Stambolov.
Vid sin abdikation i september samma år utsåg furst Alexander honom tillsammans med Stambolov och Sava Mutkurov till medlem av det provisoriska regentskapet, men hans oklara hållning gentemot ryssarna föranledde hans avgång i november. Under den fortsatta kampen med Ryssland betraktades Karavelov med mycken misstänksamhet och behandlades av Stambolov med stor hårdhet; efter upprorsförsöket i februari-mars 1887 häktades han för någon tid, och efter mordet på Christo Beltjev 1891 dömdes han till fem års fängelse. Han frigavs först någon tid efter Stambolovs fall (i december 1894), varefter han åter trädde i spetsen för "karavelisternas" parti; i mars 1901 blev han än en gång premiärminister, men stupade redan i januari 1902 på de finansiella svårigheterna.